# Élections législatives de 1973 dans les Alpes-de-Haute-Provence
Les élections législatives françaises de 1973 se déroulent les 4 et 11 mars 1973.  Dans le département des Alpes-de-Haute-Provence, deux députés sont à élire dans le cadre de deux circonscriptions.

## Élus
| Circonscription | Député sortant | Parti | Parti | Député élu ou réélu | Parti | Parti |
| --------------- | -------------- | ----- | ----- | ------------------- | ----- | ----- |
| 1re             | Marcel Massot  |       | MRG   | Marcel Massot       |       | MRG   |
| 2e              | Claude Delorme |       | PS    | Claude Delorme      |       | PS    |

## Résultats

### Résultats à l'échelle du département
| Parti          | Parti                                   | Premier tour | Premier tour | Second tour | Second tour | Sièges |
| Parti          | Parti                                   | Voix         | %            | Voix        | %           | Sièges |
| -------------- | --------------------------------------- | ------------ | ------------ | ----------- | ----------- | ------ |
|                | Parti communiste français               | 15 164       | 27,27        | Retrait     | Retrait     | 0      |
|                | Parti socialiste                        | 8 677        | 15,61        | 16 969      | 29,99       | 1      |
|                | Mouvement des radicaux de gauche        | 8 049        | 14,48        | 14 775      | 26,11       | 1      |
|                | Union de la gauche                      | 31 890       | 57,36        | 31 744      | 56,10       | 2      |
|                |                                         |              |              |             |             |        |
|                | Union des démocrates pour la République | 18 037       | 32,44        | 24 844      | 43,90       | 0      |
|                | Divers droite                           | 732          | 1,32         |             |             | 0      |
|                | Union des républicains de progrès       | 18 769       | 33,76        | 24 844      | 43,90       | 0      |
|                |                                         |              |              |             |             |        |
|                | Mouvement réformateur (dont CD et CR)   | 4 325        | 7,78         |             |             | 0      |
|                | Lutte ouvrière                          | 614          | 1,10         | 0           |             |        |
|                |                                         |              |              |             |             |        |
| Inscrits       | Inscrits                                | 69 600       | 100,00       | 69 583      | 100,00      | 2      |
| Abstentions    | Abstentions                             | 12 708       | 18,26        | 11 384      | 16,36       |        |
| Votants        | Votants                                 | 56 892       | 81,74        | 58 199      | 83,64       |        |
| Blancs et nuls | Blancs et nuls                          | 1 294        | 2,27         | 1 611       | 2,77        |        |
| Exprimés       | Exprimés                                | 55 598       | 97,73        | 56 588      | 97,23       |        |

### Résultats par circonscription

#### Première circonscription (Digne)
| Candidat       | Candidat                              | Parti          | Premier tour | Premier tour | Second tour | Second tour |  |
| Candidat       | Candidat                              | Parti          | Voix         | %            | Voix        | %           |  |
| -------------- | ------------------------------------- | -------------- | ------------ | ------------ | ----------- | ----------- |  |
|                | Henri Savornin                        | UDR (URP)      | 8 897        | 33,35        | 12 493      | 45,82       |  |
|                | Marcel Massot sortant réélu           | MRG (UGSD)     | 8 049        | 30,17        | 14 775      | 54,18       |  |
|                | Raymond Philippe                      | PCF            | 7 207        | 27,01        | Retrait     | Retrait     |  |
|                | Alain Mouton, dit Alain Granat-Rutter | MR             | 2 526        | 9,47         |             |             |  |
|                |                                       |                |              |              |             |             |  |
| Inscrits       | Inscrits                              | Inscrits       | 33 785       | 100,00       | 33 778      | 100,00      |  |
| Abstentions    | Abstentions                           | Abstentions    | 6 396        | 18,93        | 5 657       | 16,75       |  |
| Votants        | Votants                               | Votants        | 27 389       | 81,07        | 28 121      | 83,25       |  |
| Blancs et nuls | Blancs et nuls                        | Blancs et nuls | 710          | 2,59         | 853         | 3,03        |  |
| Exprimés       | Exprimés                              | Exprimés       | 26 679       | 97,41        | 27 268      | 96,97       |  |

#### Deuxième circonscription (Manosque)
| Candidat       | Candidat                     | Parti          | Premier tour | Premier tour | Second tour | Second tour |  |
| Candidat       | Candidat                     | Parti          | Voix         | %            | Voix        | %           |  |
| -------------- | ---------------------------- | -------------- | ------------ | ------------ | ----------- | ----------- |  |
|                | Jean Cabane                  | UDR (URP)      | 9 140        | 31,61        | 12 351      | 42,12       |  |
|                | Claude Delorme sortant réélu | PS (UGSD)      | 8 677        | 30           | 16 969      | 57,88       |  |
|                | Pierre Girardot              | PCF            | 7 957        | 27,51        | Retrait     | Retrait     |  |
|                | Raymond Schmittlein          | MR             | 1 799        | 6,22         |             |             |  |
|                | Jean-Louis Brun              | Divers droite  | 732          | 2,53         |             |             |  |
|                | Claude Collet                | LO             | 614          | 2,12         |             |             |  |
|                |                              |                |              |              |             |             |  |
| Inscrits       | Inscrits                     | Inscrits       | 35 815       | 100,00       | 35 805      | 100,00      |  |
| Abstentions    | Abstentions                  | Abstentions    | 6 312        | 17,62        | 5 727       | 15,99       |  |
| Votants        | Votants                      | Votants        | 29 503       | 82,38        | 30 078      | 84,01       |  |
| Blancs et nuls | Blancs et nuls               | Blancs et nuls | 584          | 1,98         | 758         | 2,52        |  |
| Exprimés       | Exprimés                     | Exprimés       | 28 919       | 98,02        | 29 320      | 97,48       |  |